# Прощай, Гульсары! (фильм)
«Прощай, Гульсары́!» (каз. Қош бол, Гүлсары!) — фильм казахского кинорежиссёра Ардака Амиркулова. Экранизация одноимённой повести Чингиза Айтматова.

## Сюжет
Действие локализованной картины перенесено в советский Казахстан 1950-х годов. В фильме передан весь драматизм советского периода, пережитый колхозником-коммунистом Танабаем, через призму его отношений к племенному жеребцу Гульсары, который шёл рядом с ним по жизни.

## В ролях
- Догдурбек Кыдыралиев — Танабай
- Нурлан Санжар — Шоры, друг Танабая
- Райхан Айткожанова — Жайдар, жена Танабая
- Жанель Макажанова — Бубижан, подруга Танабая

## Съёмки фильма
Работа над 102-минутным фильмом заняла более года, съёмки шли в предгорьях Алматинской области в районе села Узунагач.
Непосредственно съёмки фильма начались в феврале 2006 года и продлились три с половиной месяца, но из-за замедленного финансирования фильм был полностью закончен только перед началом V кинофестиваля «Евразия», который проходил в городе Астана с 7 по 13 сентября 2008 года.
Киргизский актёр Догдурбек Кыдыралиев, сыгравший главного героя Танабая, готовился к этой роли три года и для неё похудел на 13 килограммов.
Скакуна Гульсары сыграл жеребец Гарпун, которого нашли на одном из конезаводов казахского города Тараз .

## Награды
- Гран-при V Международного кинофестиваля «Евразия» (2008).
- Призы за лучшую режиссуру (Ардак Амиркулов) и за лучшую мужскую роль (Догдурбек Кыдыралиев) на II Иссык-Кульском кинофестивале (2008)[4].
- Специальный приз жюри Первого Международного иранского кинофестиваля, который прошёл на острове-курорте Киш (апрель 2011)[5].